# Hymenophyllum henkelii
Hymenophyllum henkelii là một loài dương xỉ trong họ Hymenophyllaceae. Loài này được R. Sim mô tả khoa học đầu tiên.
Danh pháp khoa học của loài này chưa được làm sáng tỏ. 